# The Heart of a Gypsy (film 1919)
The Heart of a Gypsy è un film muto del 1919 diretto da Harry McRae Webster e Charles Miller. Il film si basa su The Romany Call, racconto breve di Elizabeth Ethel Donoher.

## Trama
Dopo la scomparsa del marito durante una missione in Russia, Rosalind Dane, una ricca signora inglese, si dedica totalmente a crescere la figlia, la piccola Patty. Un giorno, nelle sue terre si accampa un gruppo di zingari dai quali Rosalind è stranamente attratta. Durante una festa campestre, Rowena, un'indovina, predice a Rosalind che qualcuno della sua famiglia sta per morire e che lei se ne andrà via da casa insieme ai gitani. Ralph, il marito creduto morto, riappare proprio nel corso della festa. L'uomo ritorna a casa accompagnato da un agente segreto bolscevico. Quando Ralph scopre che la moglie si è innamorata di Ben Galli, uno degli zingari, minaccia di divorziare e di prendere lui in custodia la loro bambina. Rosalind, avendo sentito per caso una conversazione, scopre che il marito è al soldo dei bolscevichi e reagisce contro di lui, dicendogli che prima di riuscire a portarle via Patty, lei lo ucciderà. Ralph, poco dopo, resta effettivamente ucciso, assassinato dall'agente segreto perché si era rifiutato di eseguire gli ordini dei sovietici. Tutto fa credere che la colpevole sia Rosalind che viene arrestata e giudicata. Sul punto di essere condannata, Ben trova un testimone dell'omicidio, Mario, che accusa del delitto l'agente russo, scagionando definitivamente Rosalind. Questa viene a sapere da Rowena di essere anche lei una gitana per via di sua madre, figlia di Rowena, che si scopre così essere sua nonna. Rosalind - come le era stato predetto - parte con gli zingari e con Ben.

## Produzione
Il film fu prodotto dalla Charles Miller Productions.

## Distribuzione
Il copyright del film, richiesto dalla British-American Pictures Finance Corp., fu registrato il 12 novembre con il numero LP14424.
Distribuito dalla Hallmark Pictures Corporation, il film uscì nelle sale statunitensi nel novembre 1919.
Non si conoscono copie ancora esistenti della pellicola che viene considerata presumibilmente perduta.